# Мост между Киншасой и Браззавилем
Мост между Киншасой и Браззавилем (фр. Pont entre Kinshasa et Brazzaville) — предполагаемый проект строительства автомобильно-железнодорожного моста через реку Конго. Соединит Республику Конго (Браззавиль) с Демократической Республикой Конго (Киншаса). Начало выполнения работ было запланировано на 2023 год, а завершение — на 2028 год.

## Предыстория
Города Браззавиль и Киншаса, расположены на противоположных берегах реки Конго. Это самые близко расположенные столицы государств в мире (за исключением Ватикана, расположенного в Риме, поскольку у города-государства нет столицы). Планы строительства моста через реку Конго для соединения двух стран озвучивались в 1991 году, но были отложены в 1993 году из-за нехватки финансирования и беспорядков в Республике Конго.
Проект был возрожден десять лет спустя, в 2003 году, Отделом транспортной инфраструктуры Республики Конго, который ранее сотрудничал с Европейским союзом в рамках аналогичных проектов в Центральной Африке. Предполагаемое место строительство моста был перемещено вниз по течению, чтобы использовать более узкое и каменистое русло реки, что облегчило бы возведение опор моста. Стоимость строительства в 2003 году оценивалась в 40-80 миллионов евро. В январе 2004 года проект был одобрен Экономическим сообществом стран Центральной Африки (ЭКОЦАС), и к тому времени стоимость строительства оценивалась в 403 миллиона евро.
Реализация проекта была приостановлена в 2005 году, когда глава администрации президента Демократической Республики Конго Леонар Ше Окитунду заявил, что реализация проекта негативно скажется на экономической активности в портовых городах Бома и Матади, которые играют ключевую роль в экономике страны. ДР Конго отказалась одобрить проект моста без обязательств со стороны «Нового партнёрства для развития Африки» (НЕПАД) по финансированию строительства глубоководного порта в Банане, единственном городе страны на атлантическом побережье. Леонар Ше Окитунду также подтвердил, что санкции Африканского союза привели к исключению ДР Конго из переговоров с «НЕПАД» по этим проектам. В докладе Всемирного банка за 2010 год говорилось, что предлагаемый мост, напротив, увеличит морское сообщение с Пуэнт-Нуаром, главным портовым городом Республики Конго на Атлантическом побережье.
В 2009 году проект был заморожен вплоть до встречи между двумя странами в Либревиле (Габон) в декабре 2016 года. В январе 2017 года ЭКОЦАС возобновило реализацию проекта, а Африканский банк развития выделил на него 250 миллионов евро. Оба государства должны были добавить оставшиеся 110 миллионов евро и найти спонсоров для дополнительных 40 миллионов евро. В ноябре 2018 года между Республикой Конго и Демократической Республикой Конго было официально подписано соглашение о строительстве платного моста длиной 1575 метров, который соединит их столицы.
С тех пор строительные работы неоднократно откладывались, и были ожидания, что они начнутся в 2023 году и будут завершены в 2028 году.

## Колея
Железнодорожное сообщение планировалось сделать однопутным. Ширина колеи по обеим сторонам моста одинакова — 1067 мм. Для совместимости с «Союзом африканских железных дорог» планировалось установить третьи рельсы или шпалы с двойной колеей.